# Altorjay István
Altorjay István (1942-ig Sefcsik) (Rahó, 1921. szeptember 25. – Szeged, 1999. szeptember 4.) orvos, a gyermeksebészet első magyarországi egyetemi tanára.
Kutatási területe: gyermeksebészet, archasadékos betegek kezelése, a Praevomerin-varrat megkímélésének és a lágyszájpadizomzat fehérje-anyagcseréjének jelentősége a szájpadhasadék miatt operált betegek rehabilitációjában. Munkásságának köszönhetően a szegedi klinika az archasadékos betegek kezelésének egyik országos központja lett.

## Életpályája
Édesapja id. dr. Sefcsik István (†1946) orvos, a rahói járási kórház igazgatója, édesanyja Szilágyi Stefánia (†1980) volt. A rahói cseh nyelvű gimnáziumban tanult, az ungvári ruszin nyelvű gimnáziumban tett érettségi vizsgát (1941). A Máramarosszigeti Megyei Kórház Sebészeti Osztályán dolgozott (1944–1945), majd a Debreceni Tudományegyetem Kórbonctani és -szövettani Intézete gyakornoka volt (1945–1947).
Orvostudományi tanulmányait a szegedi-, majd a debreceni egyetemen végezte (1941-től). 1947-ben avatták orvosdoktorrá, azután 1950-ig a Ceglédi Városi Kórház Sebészeti Osztályán segédorvos, majd alorvos volt. Szakorvosi képesítést szerzett a sebészet (1951), az ortopédia (1955) és a baleseti sebészet (1959) területén.
1950–1966 között a Szegedi Tudományegyetem I. sz. Sebészeti Klinikáján dolgozott, majd 1967-től 1986-ig a Gyermekgyógyászati Klinikán a Gyermeksebészeti Osztályt vezette, 1987-től 1991-ig gyermeksebész egyetemi tanári beosztásban dolgozott. Boda Domokos egyetemi tanár vezette a gyermekklinikát. 1967-től 1970-ig két docens dolgozott az ő orvosi csapatában, Koltay Miklós és Altorjay István, Koltay halála után Szabó Lajos nyert docensi kinevezést.
Kandidátusi disszertációját 1983-ban védte meg. Egyetemi docensi kinevezést 1963. szeptember 1-jén kapott, egyetemi tanárrá 1986. július 1-jén nevezték ki. 1991-ben emeritálták. 1999-ben érte a halál, a Szeged, Belvárosi temetőben nyugszik.

## Munkássága
Gyermeksebészként nagy hírnévnek örvendett nemcsak hazánkban, hanem külföldön is. Számos országban rövidebb ideig tartó tapasztalatcsere-látogatásokat tett gyermeksebészeti klinikákon: Prágai Egyetem Gyermeksebészeti Klinika (1960, 1 hónap); Leningrád Turner Gyermeksebészeti Intézet és Gyermeksebészeti Klinika (1961, 6 hét), WHO ösztöndíjjal a Varsói Rehabilitációs Intézetben (1968, 1 hó), Turkui és Helsinki Egyetem Gyermeksebészeti Klinika (1975, 4 hét). Humboldt ösztöndíjjal hosszabb tapasztalatcsere-látogatásokat is tett: 1963–64-ben egy évet töltött a Müncheni és a Brémai Egyetem, majd 1980-ban 8 hetet Hamburg, Mainz, München, Karlsruhe gyermeksebészeti klinikáin. Kutatási területeivel összefüggésben hetvennél több közleményt publikált. Gyakran jelentek meg írásai német nyelvű gyermekgyógyászati szakfolyóiratokban is. Bedolgozott két könyvbe is: Gyermek és fiatalkori nőgyógyászat. Budapest, Medicina, 1984; Gyermeksebészet és határterületei. Budapest, Medicina, 1987.

## Művei (válogatás)
- Haláloki tényezők a Szegedi I. sz. Sebészeti Klinika 15 éves beteganyagában. Orvosi Hetilap,[6] 1960
- A formalinos érheterotransplantátumok immunbiológiai vonatkozásai. Társszerzőkkel. O.H., 1963
- Az alsó végtagok hosszkülönbségének műtéti correctiója. Társszerzőkkel. O.H., 1971
- A húgyhólyag extrophia sebészeti kezelése. Társszerzőkkel. O.H., 1977
- A Szegedi Gyermekklinika Gyermeksebészeti Osztályán kezelt 500 ajak- és szájpadhasadékos beteg elemzése. Magyar Sebészet, 1982
- A Praevomerin varrat jelentőségéről élettani és kóros (farkastorkú) körülmények között. Bozóky B. társszerzővel. Orvosképzés, 1982
- Nyelőcsőpótlás csecsemő- és gyermekkorban. Társszerzőkkel. Gyermekgyógyászat, 1984
- Születésük napján műtéttel szétválasztott ikrek. Társszerzőkkel. Magyar Sebészet, 1985

## Társasági tagsága
- Magyar Sebészeti Társaság (1951)
- Magyar Ortopéd Társaság (1957)
- Magyar Gyermekgyógyász Társaság (1966)
- Magyar Gyermeksebész Társaság alapító tag (1968), elnök (1984-1992)
- NSZK Gyermeksebész Társaság r. tag (1965)
- Csehszlovák J. E. Purkyne Orvostudományi Társaság és annak Gyermeksebész Társasága tiszteletbeli tag (1978)
- Lengyel Gyermeksebészeti Társaság t. tag (1988)
- Osztrák Gyermeksebészeti Társaság t. tag (1989)
- Keletnémet Gyermeksebészeti Társaság t. tag (1990)
- Szlovák Gyermeksebész Társaság t. tag (1996)

## Díjak, elismerések
- A Magyar Egészségügyi Felsőoktatásért végzett eredményes munkájáért az Egészségügyi Minisztérium kitüntetése (1976)
- Munka Érdemrend ezüst fokozat (1981)
- Koós-emlékérem (1991)
- Kafka-emlékérem (1994, Prága)
- Szegedért emlékérem (1996)
- Schöpf-Merey-emlékérem (1998)

## Magánélete
1953-ban Szegeden feleségül vette dr. Antal Júlia Antónia gyermekorvost, aki a helyi MÁV-rendelőintézetben dolgozott. 1954 és 1958 között három fiúgyermekük (István és Áron szintén orvos-tanár lett, Tamás operaénekes) és egy lányuk (Kinga) született.

## Emlékezete
- Halálának első évfordulóján egykori munkahelyén, (Szeged, Korányi fasor 14–15.) családtagjai, munkatársai, barátai és tisztelői mészkőből készült emléktáblát avattak tiszteletére. Az emléktábla szövege: „Dr. Altorjay István, az első magyar gyermeksebész professzor emlékére 1921–1999”[9]